# Eddy Beugels
Eddy Beugels (Sittard, Limburgo, 19 de marzo de 1944-12 de enero de 2018) fue un ciclista neerlandés que fue profesional entre 1967 y 1970.

## Palmarés
1965
- Vencedor de una etapa a la Olympia's Tour

1966
- 1º en la Vuelta en Holanda Septentrional
- 1º en la Omloop van de Baronie

1968
- 1º en el Gran Premio de Fráncfort

1970
- 1º en el Gran Premio Flandria
- Vencedor de una etapa a la Vuelta a Suiza

### Resultados en el Tour de Francia
- 1968. 55.º de la clasificación general
- 1969. 83.º de la clasificación general
- 1970. 81.º de la clasificación general

### Resultados en la Vuelta a España
- 1967. Abandona